# 梅島貞
梅島 貞（うめじま さだし、1904年7月8日 - 2004年4月8日）は、日本の経営者。毎日新聞社社長を務めた。

## 来歴・人物
岡山県岡山市出身。1929年に東京帝国大学法学部法律学科を卒業し、同年に毎日新聞社に入社。1954年1月に取締役に就任し、1958年7月に常務、1961年1月に専務を経て、1968年1月に社長に就任。1972年1月から1977年12月までに最高顧問を務めた。
1974年11月に勲一等瑞宝章を受章。
2004年4月8日に脳梗塞のために死去。99歳没。